# 狸小路商店街

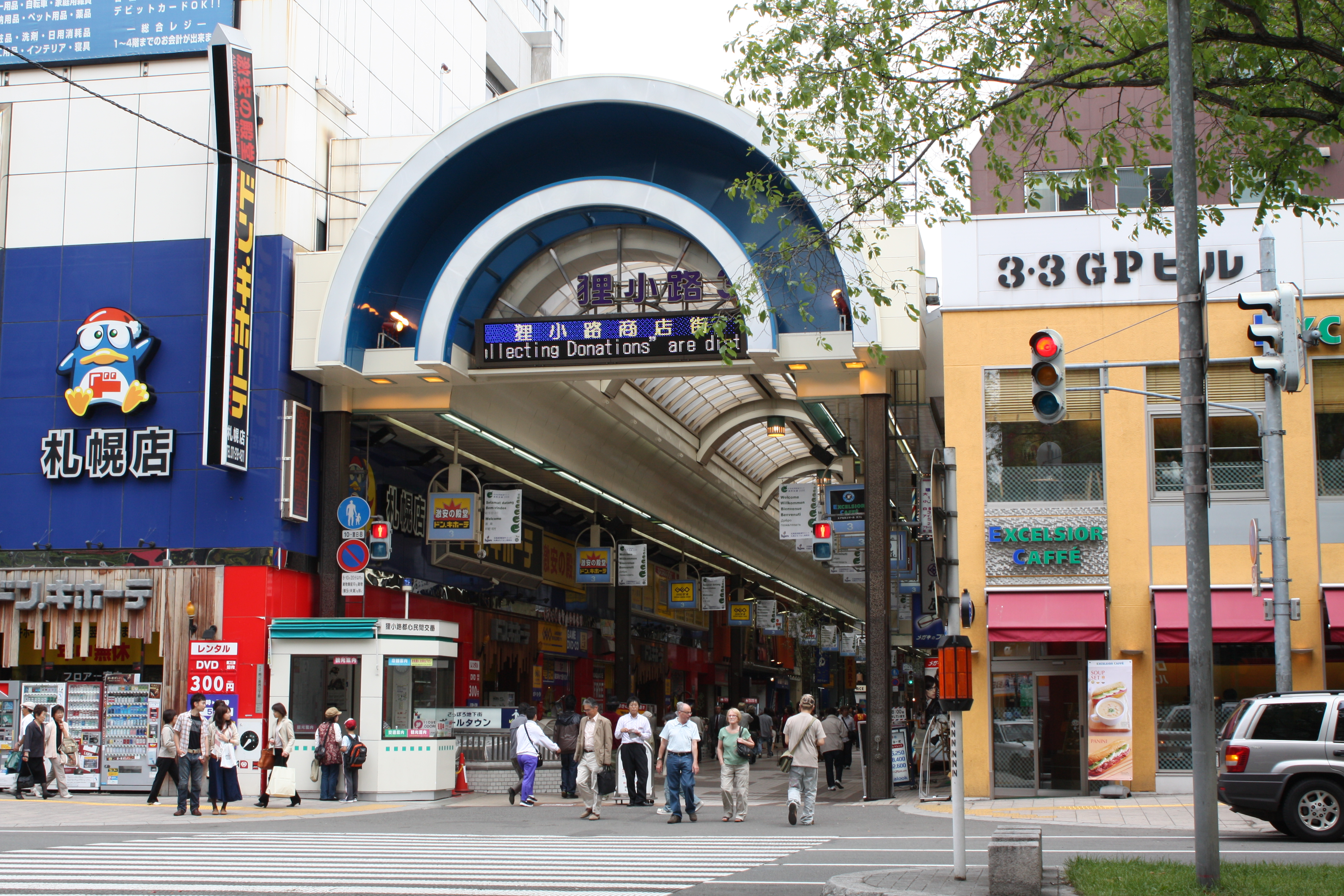
狸小路3丁目（2008年6月）

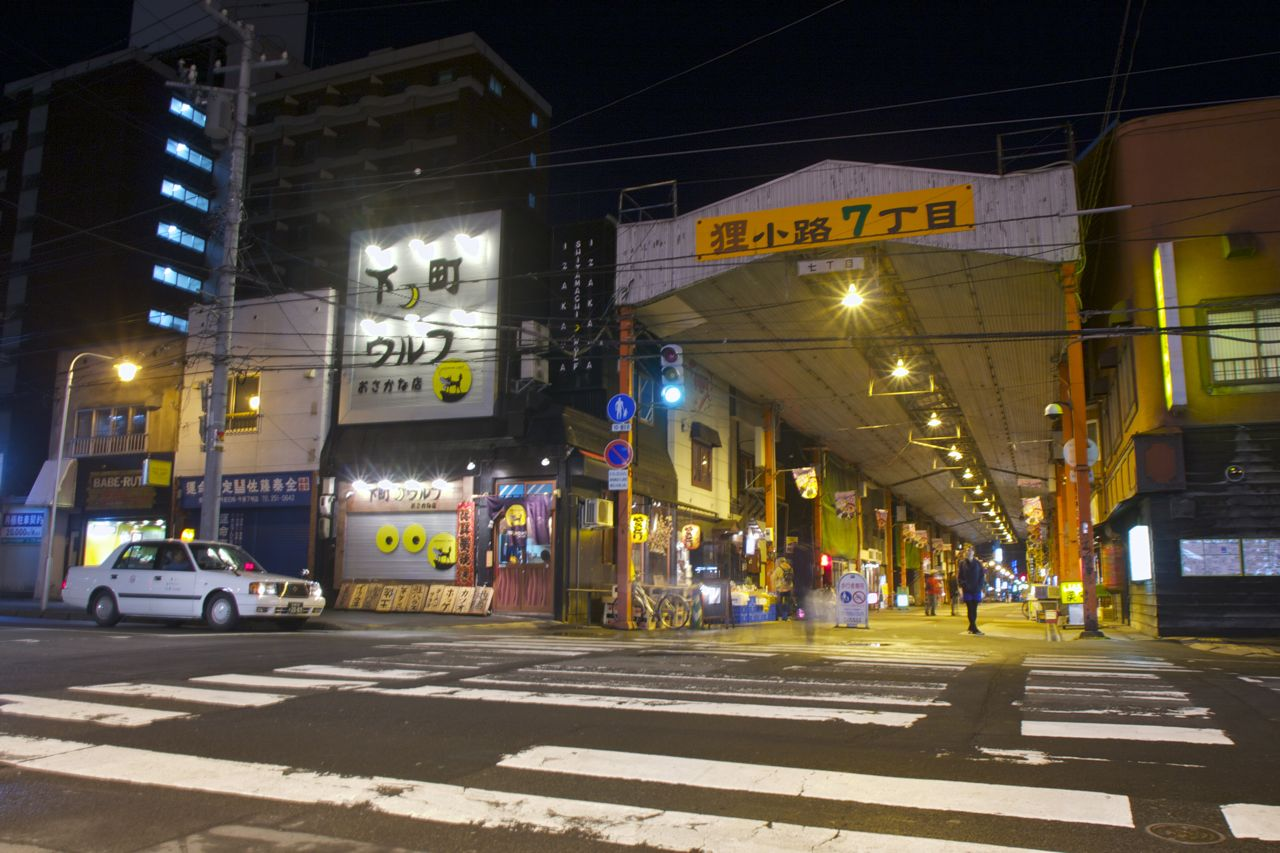
狸小路7丁目（2010年4月）

狸小路商店街（たぬきこうじしょうてんがい）は、札幌市中央区に所在する商店街。この項目では、地域（街区）としての通称「狸小路」についても記載している。

## 概要
狸小路は南2条と南3条の中通であり、道路名は「市道南2・3条中通線」。創成川河畔の西1丁目から西10丁目まである横長の街区になっている。「札幌狸小路商店街振興組合」に加盟しているのは西1丁目から西7丁目までのアーケード（全蓋式、国道36号部分は除く）がある区域であり、総延長約900メートル (m)、店舗数約200軒の北海道で歴史ある商店街の一つになっている。狸小路商店街は新しいものを積極的に採り入れており、札幌市に初めて電話交換局が設置された際にすぐ電話を設置したのが狸小路の商人であったほか、札幌市でラジオやテレビの放送が始まるとすぐに宣伝広告（コマーシャルメッセージ）を行い、商店街としていち早くインターネットを活用し、光ファイバーや無線LANによる商店街LANを構築している。24時間歩行者専用になっており、許可を得た車両以外の通行を禁止している。

## 名称の由来
「狸小路」の名称については諸説ある。
1891年（明治24年）の『札幌繁昌記』によると「狸小路とは綽名なり。 創成川の西側、南二条と三条との間の小路をいう。このところ飲食店とて、西二丁目三丁目にて両側に軒をならべ、四十余の角行燈影暗きあたり、一種異体の怪物、無尻を着る下卑体のもの、唐桟の娘、黒チリ一ツ紋の令嬢的のもの、無りょ百三四十匹、各衣裳なりに身体をこしらい、夜な夜な真面目に白い手をすっくと伸ばして、北海道へ金庫でも建てようと思い込みかつ呑み込み、故郷を威張ってはるばる来た大の男子等を巧みにいけどり、財布の底を叩かせる。ハテ怪有な動物かな、その化かし方狸よりも上手なれば、人々かくは『狸小路』となんよべるなり」とある。
1934年（昭和9年）の『北海タイムス』（1934年）に掲載された写真家・三島常磐による回顧談によると、1873年（明治6年）か1874年（明治7年）頃に現在の南3条西4丁目に侠客の松本代吉が「東座」（あずまざ）を建てると「それが切掛になって一杯酒の店が出る、白首（ごけ）が出だすという按排（あんばい）で、それ迄一帯の大ヤブであった地が次第に賑わって来た（略）。徒（あだ）に付けた白首小路、則ち狸小路の名がその儘本名になってしまったんだから面白い。大ヤブに出る狸で、狸は白首の異名であった」とあり、言葉巧みに男を誘う女たちをタヌキに見立てたという。
1888年（明治21年）3月25日の『北海道毎日新聞』に掲載された一杉居士の投書によると「抑も狸小路の称呼たるや公称の町名にあらず。（中略）彼小坊や両側の店頭概ね角灯を懸け、其角灯には或は鳥鍋、或は蕎麦、或は汁粉、或は何と書るし客を招くの牌を為すと雖も、日輪西山に舂（うすづ）き角灯火を点ずる頃に至れば、紅粉面頸を装いたる婦女影暗き処に停立し、以て漂客を招く。世人之を目して狸と呼ぶ。蓋（けだ）し暗々房裡に客を曳き密に淫を鬻くを以て斯く綽号を与へしなり。而して該小房の内正業に従事するものは恰も晨星の如く狸業其多数を占むるが為め、遂に小房に狸の冠字を加へたるものにて、是れ即ち狸小路の名の因て起こりし所以なり」とある。
1898年（明治31年）に『北海道毎日新聞』に掲載された深谷鉄三郎による回顧談では、3丁目に「曖昧女」（白首）をかかえた「仙北屋」が開いたことが狸小路の始まりであり、次いで「雨風」とあだ名のついた女が2丁目で料理屋兼曖昧屋とした「安津満屋」（あづまや）を開いたことが第2の狸小路の始まりであるという説、実際にタヌキが生息していたから狸小路と呼ばれたという説、明治から大正初期にかけて人を化かして仕入れ価格の2倍で商品を売って暴利をむさぼる商店があったため、当時の商売人をタヌキに例えたという説を挙げている。

## 歴史
1869年（明治2年）に明治政府が開拓使を設置して1871年（明治4年）に札幌に本庁舎が移転すると、現在の南1条から南3条までの間に町屋や飲食店が建ち並び始めた。1873年（明治6年）頃には、すでに現在の西2丁目から西3丁目の一角を「狸小路」と呼んでいたという。当初は公娼の薄野（すすきの）に対する私娼の歓楽街として賑わいを増していったが、1885年（明治18年）に「第一勧工場」、1892年（明治25年）に「札幌商館」などができると物品販売業者も増えて次第に商店街の色合いが強くなっていった。また、1879年（明治12年）に現在の4丁目に建てられた「市川亭」、1892年（明治25年）に現在の1丁目に建てられた「札幌亭」などでは寄席が行われていた。なお、1891年（明治24年）には10軒ほどの俗称・白首屋（ごけや）を強制的に薄野の南はずれに隔離している。1897年（明治30年）頃には1丁目から3丁目までに商店が集中しており、4丁目はまだ空き地が目立ち、5丁目は1、2軒の店のほかは官舎があるくらいであったが、南1条通の「札幌一番街」に次いで賑やかな通りを形成していた。1910年（明治43年）には3丁目に札幌初となるビアホール「安田ビアホール」が開店した。
大正になると活動写真が活発になり、1914年（大正3年）の「ルナパーク」はじめ、1911年（明治43年）に札幌で最初の映画常設館「第一神田館」（4丁目）ができ、同年開館の「遊楽館」（松竹遊楽館）も1915年（大正4年）に活動写真へ切り替え、1925年（大正14年）には「三友館」が開館している。1916年（大正5年）には3丁目が初めて横断街灯を設置し、5丁目、4丁目、1丁目が続いた。1918年（大正7年）の『開道五十年記念北海道博覧会』開催を契機に商店街としての連帯意識が強まり、「三丁目会」を皮切りに「四丁目会」「二丁目会」が結成され、1925年（大正14年）に3つの会を合わせた「狸小路聯合会」が発足したが形骸化し、1930年（昭和5年）に「五丁目会」「六丁目会」が加わって再出発した。1927年（昭和2年）には5丁目が初めてスズランの形をした街灯「鈴蘭灯」を設置し、翌年には2丁目から6丁目間に拡大した。また、この頃には1丁目から6丁目間の道路舗装も完了している。1933年（昭和8年）になると5丁目から8丁目までの人々が高村光雲による観音像を本尊とした「札幌観音堂」を9丁目に建立した（1978年廃堂）。一方、1丁目から3丁目までの商店主が中心となり、商売繁昌を願って浅草寺から本尊となる「柳之御影観音」を持ち込んだ「観音堂」（新浅草寺）を1丁目に設置したため、本家争いで両派が対立する時期があった。1936年（昭和11年）には5丁目が初めてネオンを設置し、順次鈴蘭型のネオンになっていった。ところが、「支那事変」勃発から「太平洋戦争」に突入すると、時局の悪化に伴い点灯看板やネオンの撤去、金属回収による鈴蘭灯の撤去が行われた。また、「狸小路」の名称も不謹慎とされて「鈴蘭街」と変更していた時期もあったほか、建物疎開（強制疎開）も行われた。
終戦直後は狸小路の創成川一帯を中心に「闇市」が起こり、引揚者が建物疎開跡などを利用して闇屋になった。1947年（昭和22年）には6丁目に進駐軍専門のキャバレー「グランドパレス」、1949年（昭和24年）には8丁目にストリップの劇場「美人座」がオープンした（1975年閉館）。また、同年に1丁目から8丁目までの間の鈴蘭灯が復活し、この年の歳末大売り出しでは『現金つかみどり』が誕生した。1958年（昭和33年）になると3丁目を皮切りにアーケード（全蓋式）の設置が始まり、1960年（昭和35年）の2丁目設置によって1丁目から7丁目まで（各丁目間の道路を渡る部分は除く）が屋根付の街路になった。1970年（昭和45年）には「丸友モスリン店」を前身とする「金市舘札幌店」（後のラルズプラザ札幌店、ラルズマート札幌店）の大型店舗（金市舘札幌ビル）が完成した（2014年閉店）。1971年（昭和46年）にはさっぽろ地下街（オーロラタウン・ポールタウン）がオープンするが、地下街誕生のきっかけは札幌駅前通の拡幅が決まった時に、お年寄りや子供たちが3丁目から4丁目を1回の青信号で渡り切れなくなることを懸念し、それならば地下に連絡道路を作って安全に渡れるようにしようとサンデパートにおいて話題になったことであった。1973年（昭和48年）には『狸小路百年記念祭』を開催し、その記念として4丁目に「本陣狸大明神社」を建立した。なお、神社は1979年（昭和54年）に現在地（5丁目）へ移設した。1982年（昭和57年）に1丁目から6丁目までを新しいアーケードに改修し、半円形でアーチ型の透明な屋根になった。このアーケードは、ボタン1つで開閉する仕組みになっている。
平成になると2001年（平成13年）に松山中央商店街と「姉妹商店街」を締結したほか、2002年（平成14年）にはアーケードに光ファイバーと無線LANによる商店街LANを構築して監視カメラや発光ダイオード (LED) によるサインボードなどを設置した。2008年（平成20年）に札幌狸小路商店街振興組合の役員が中心となって設立した「狸小路道産食彩協議会」運営による北海道産食材の直売店「道産食彩HUG（ハグ）」（ハグマート）が札幌東宝プラザ（現在の札幌プラザ2・5ビル）にオープンし、翌年には飲食店街（ハグイート）がオープンした。

### 年表
- 1873年（明治06年）：2丁目に劇場「東座」開設。2丁目から3丁目辺りに町屋や飲食店が建ち並び始める[41]。
- 1885年（明治18年）：札幌初の勧工場「第一勧工場」（後の札幌商館）開設[41]。
- 1892年（明治25年）：「札幌大火」発生[41][42]。
- 1893年（明治26年）：狸小路の110戸焼失[41]。
- 1907年（明治40年）：「札幌区大火」発生[41][42]。
- 1916年（大正05年）：3丁目に横断街灯設置[2]。
- 1925年（大正14年）：2丁目から4丁目による「狸小路聯合会」発足（翌年に2丁目脱会）[19][41]。2丁目から4丁目間に札幌初の市道舗装完成[41]。
- 1927年（昭和02年）：「狸小路市場」開業[41]。5丁目が「鈴蘭灯」設置[41]。
- 1929年（昭和04年）：「狸小路撒水組合」発足[41]。
- 1930年（昭和05年）：2丁目から6丁目までの連合会復活（1932年に1丁目加入）[41]。
- 1938年（昭和13年）：連合会解散し、「札幌狸小路商店街商業組合」発足（1944年解散）[41]。
- 1942年（昭和17年）：資源不足による鈴蘭灯供出[41]。
- 1944年（昭和19年）：建物疎開開始[41]。
- 1945年（昭和20年）：終戦。闇市が起こる[41]。
- 1946年（昭和21年）：闇市対策として「狸小路新興商業組合」結成[41]。
- 1948年（昭和23年）：「狸小路商店街商業協同組合」設立認可（1950年に札幌商工信用組合と改組）[24]。
- 1949年（昭和24年）：1丁目から8丁目まで鈴蘭灯再建[41]。『現金つかみどり』初開催[24]。
- 1951年（昭和26年）：新たな「札幌狸小路商店街商業協同組合」発足[41]。通行規制開始[41]。
- 1954年（昭和29年）：『狸まつり』初開催[43]。
- 1960年（昭和35年）：1丁目から7丁目まで（国道部分は除く）の全蓋アーケード完成[44]。
- 1962年（昭和37年）：協同組合を「札幌狸小路商店街振興組合」に改組[注 11]。北海道内初の寄合百貨店「サンデパート」開店[45][46]。
- 1967年（昭和42年）：札幌市商店街振興組合連合会加入[41]。
- 1971年（昭和46年）：3丁目・4丁目間（国道36号・札幌駅前通・四番街）地下に札幌市営地下鉄南北線開通し、「さっぽろ地下街」（ポールタウン）に接続[41]。
- 1973年（昭和48年）：『狸小路百年記念祭』開催[47]。「本陣狸大明神社」（通称・狸神社）建立（1979年に現在地へ移設）[41]。
- 1982年（昭和57年）：1丁目から6丁目まで（国道部分は除く）を新アーケードに改修し、歩道カラー舗装化[41][48][49]。
- 1985年（昭和60年）：狸まつり「ナイトバーゲン」を開始
- 1996年（平成08年）：商店街のマスコット「だっこポン」誕生。
- 2001年（平成13年）：松山中央商店街と「姉妹商店街」締結。
- 2002年（平成14年）：アーケードに光ファイバーと無線LANによる商店街LAN構築、監視カメラ、各種情報発信できる発光ダイオード (LED) サインボード設置[50]。
- 2004年（平成16年）：地区の安全・安心を守るため「自主巡回活動組織」発足
- 2006年（平成18年）：3丁目に「狸小路都心民間交番」設置。中小企業庁による「がんばる商店街77選」選定[51]。
- 2009年（平成21年）：「自主巡回活動組織」や「都心民間交番」などの安全・安心を守るための取り組みを評価され「内閣総理大臣表彰」を受賞
- 2009年（平成21年）：札幌大通まちづくり株式会社の設立に際し、発起人として参画
- 2013年（平成25年）：アーケード照明のLED化が完了
- 2013年（平成25年）：バリアフリー化のため、路盤の一新と点字タイルを敷設
- 2015年（平成27年）：札幌市電がループ化し、3丁目・4丁目間に「狸小路停留場」開業。
- 2016年（平成28年）：1丁目から6丁目まで大型情報画面「狸ビジョン」を設置
- 2019年（平成31年）：南2西3再開発事業の工事期間中の3丁目で、にぎわい創出事業「deve★so」を開設
- 2019年（令和元年）：中小企業庁による「がんばる商店街30選」に選定
- 2020年（令和02年）：コロナ禍で苦戦をしているお店の救済として、札幌市から許可を受け道路を活用した「狸小路テラス」を開始
- 2022年（令和04年）：狸小路１５０周年に向けて、アーケードのポリカーボネートを中心にリニュアル工事を実施
- 2023年（令和05年）：新施設オープン準備のため、民間交番を撤去。新たに「都心民間インフォメーションセンター」を近隣に開設
- 2023年（令和05年）：狸小路始まって以来の大型商業施設「moyuk sapporo」7月20日OPEN。都市型水族館「AOAO」も同時OPEN
- 2023年（令和05年）：moyuk sapporoオープンに合わせて狸小路150周年式典を開催。150周年記念事業と狸まつりを開催

## 街区

### 狸小路1丁目
1丁目には唯一「仲小路」が南北に通っており、1892年（明治25年）の「札幌大火」後の一時期には「狐小路」、1丁目の西側半分を「弁天小路」と呼んで居酒屋、飯屋、屋台などで賑わっていたという。1910年（明治43年）の『札幌区商工新地図』によると、当時の1丁目は東側半分で行き止まって南北の仲小路に分かれる丁字路になっていた。突き当たりには勧工場「共益商館」焼失後に建てた「札幌商品陳列場」があったが、1919年（大正8年）の火事によって周辺の建物を含めて焼失してしまった。再建する際には真ん中に道路をつけようということになり、幅一間半の仲小路を挟んだ両側に新たな勧工場を建て、その両側から庇出して通路にした。以後、一帯が「仲町」と呼ばれて終戦後まで残っており、「一丁目会」ができるまでは「仲町会」という独立した町内会があったという。
（北側）
- equal（美容室）
- Cafe GACHA
- Majisand（フルーツサンド）
- MALVE（衣料品）
- SAPPORO零（ラーメン店）
- snobbish babies札幌（衣料品）
- Yoshi Tokei（時計・宝石）
- インポート＆カジュアル ザ・マン・ナガイ
- 北のおみやげ館
- 斎藤印房
- にんにく種蔵（居酒屋）
- 博多ラーメン・ばりきや狸小路一丁目店
- はならくメガネ
- ファミリーマート札幌狸小路1丁目店
- ブランド古着om
- ゆあさ神仏具店

（南側）
- BIG BOSS札幌（音楽・映像）
- MOJANE（スポーツショップ）
- Leis Cream（スイーツ）
- LOCK STOCK store（メンズファッション）
- SEEK-Japanese Designer Clothes（メンズファッション）
- WEGO札幌店（メンズファッション）
- 蟹鮨 加藤
- カレー料理専門店 デリー
- 佐藤印房
- 質蔵屋
- ソフトバンク札幌中央
- 台湾タピオカ専門店 辰杏珠
- 花いち 都屋札幌本店（着物店）
- マーメイドコーヒーロースターズ札幌
- 祭屋 永井（衣料品）
- 南日本実業（不動産）
- 羊食市場しまだや狸小路店（ジンギスカン）
- ワークマン ナガイ（衣料品）

### 狸小路2丁目
2丁目は「みよしのさっぽろ」を運営しているテンフードサービスの前身となる甘味処「美よし野」があり、現在は「みよしの狸小路店」になっている。かつては、わずか半丁の間にサッポロビール、麒麟麦酒、アサヒビールの直営店が出店していた（現在はサッポロホールディングス傘下のサッポロライオンによる「ビヤホールライオン狸小路店」のみがある）。「金市舘札幌店」閉店後は「ベガスベガス狸小路二丁目店」と「GEO」札幌狸小路2丁目店が入居している。また、2022年8月30日には北海道の食文化発信横丁である「狸COMICHI」がオープンした。
（北側）
- auショップ狸小路
- FiT24札幌狸小路2丁目店（24時間フィットネス）
- MUSIC PLANET（音楽教室）
- wamilesウインズサロン札幌大通店
- アイ・ラブ・ストア（リサイクルショップ）
- 快活CLUB札幌狸小路2号店（コミック・インターネットカフェ）
- 業務スーパーすすきの狸小路店
- ゲオ札幌狸小路2丁目店
- セイコーマート狸小路2丁目
- タコとハイボール狸小路2丁目店（たこ焼き店）
- 狸COMICHI（小規模飲食店）
- 狸神社
- ナトゥーラ札幌大通店（理容・美容）
- ビヤホールライオン狸小路店
- 理容&美容プラージュ狸小路店
- ベガスベガス狸小路二丁目店（パチンコ）
- マルフジ T・C・BOX（メンズファッション）
- 宮文刃物店
- 焼肉ライク札幌狸小路店

（南側）
- A+dietgym札幌（韓国式ダイエットジム）
- BILLY'S ENT SAPPORO（シューズショップ）
- CAFE&RESTAURANT ORGALI（オーガリ）
- REAL MONKEY（メンズファッション）
- Rental hall Sound Lab mole（ライブハウス&クラブ）
- The RAG&Surplus（衣料品）
- ヴィアインプライム札幌大通＜鈴蘭の湯＞（ホテル）
- カプセルトイショップ#C-pla狸小路2丁目店
- こみちの湯 ほのか
- コメダ珈琲店狸小路2丁目店
- 学生服は大万・ダイワスポーツ3条店
- サンドラック狸小路2丁目店
- タイトーステーション札幌狸小路2丁目店（ゲームセンター）
- 名取川靴店
- マリオンクレープ
- みよしの狸小路店（餃子店）
- めいどり～みん札幌狸小路店（メイド喫茶）

### 狸小路3丁目
1885年（明治18年）に「第一勧工場」が誕生すると狸小路の代名詞までになったが、1892年（明治25年）の大火で焼失してしまった。同年中に跡地の東隣に「札幌商館」（後の札幌商品館）を建てた。1962年（昭和37年）には国道36号（札幌駅前通・四番街）との交点に周辺の商店が出資した寄合百貨店「サンデパート」がオープンし、後に家電量販店「そうご電器」、ディスカウントストア「ドン・キホーテ」や「ゲオ」などが入居していたが、周辺区域の都市再開発「南2西3南西地区第1種市街地再開発事業」により全入居店が移転や閉店をし、周辺の6つのビルと共に解体され2023年に地上28階、地下2階建ての商業施設が入る「モユクサッポロ」がグランドオープン。また、札幌駅前通に面して「狸小路都心民間交番」を設置しており、防犯や観光案内などを行っている。
（北側）
- ABC-MART札幌店（靴店）
- AOAO sapporo（都市型水族館）
- moyuk sapporo（大型商業施設B2～7F）
- サンフルーツ
- ブランド古着買取&販売 BRING札幌
- マツモトキヨシ札幌狸小路店

（南側）
- 学生服の赤塚
- カラオケまねきねこ狸小路3丁目店
- 九州魂狸小路3丁目店（居酒屋）
- コクミンドラッグ狸小路店
- ザ・ゴールド札幌狸小路3丁目店（金属買取専門店）
- セカンドストリート札幌狸小路3丁目店（リサイクルショップ）
- セブンイレブン札幌狸小路3丁目店
- ドトールコーヒーショップ札幌狸小路店
- トレカベース札幌狸小路店
- 発酵ダイニング ぽんぽこ亭 狸小路３
- ペットスーパーWAN札幌店
- マツモトキヨシ札幌狸小路part2店
- マライカ狸小路店（雑貨）
- やちよ札幌狸小路3丁目店（居酒屋）
- 洋服の青山札幌中央本店
- 理容室ダンディズム狸小路店

### 狸小路4丁目
昭和初期の4丁目は路面電車によって遮断され、2丁目や3丁目までと比べると人通りも少なかったが、1912年（明治45年）の映画常設館「第一神田館」や「サクラビール」によって次第に客足が向いてきたとされている。また、共同店舗ビルの「COSMO」（現在の札幌ナナイロ）や「エイト」（現在のアルシュ）は現在に至るまで多くのテナントが入れ替わっている。2015年（平成27年）に老舗の「中川ライター店」が閉店した。平成観光が運営するビルには「ドン・キホーテ札幌狸小路店」が2018年1月にオープンしたが、2019年2月1日、南側のアルシュビルに「MEGAドン・キホーテ札幌狸小路本店」がオープンし、ドン・キホーテ札幌狸小路店は「MEGAドン・キホーテ札幌狸小路北館」に改名したが閉店した。
（北側）
- MODISH CAFÉ札幌大通店
- TNOC THE STORE SAPPORO T4（衣料品）
- 遠藤興産（不動産）
- カプセルトイショップ#C-pla狸小路4丁目店
- 札幌ナナイロ
- サンドラッグ狸小路4丁目店
- セカンドストリート＆ゲオモバイル札幌狸小路4丁目店（リサイクル＆モバイルショップ）
- タコとハイボール狸小路本店（たこ焼き店）
- 富士メガネ狸小路本店
- ベガジオ狸小路店（ゲームセンター）
- ベガスベガス狸小路店（パチンコ）
- リッチモンドホテル札幌大通

（南側）
- BEEF IMPACT狸小路店（ステーキ）
- café べりぃ
- DRESS HAIR GAREN（美容室）
- MEGAドン・キホーテ札幌狸小路本店
- アルシュ
- おみやげの店 こぶしや
- カキ小屋 ルンゴカーニバル（居酒屋）
- カラオケ館札幌狸小路店
- セブンイレブン札幌狸小路4丁目店
- センチュリー21JWB (不動産)
- 手作り鞄の専門店 水芭蕉
- 煮干しラーメン山岡家狸小路4丁目店
- パスタ しゃべりたい
- 北海道みやげ たぬきや
- 味噌ラーメン山岡家狸小路4丁目店
- ラーメン山岡家狸小路4丁目店

### 狸小路5丁目
「札幌プラザ2・5ビル」にあった「札幌東宝プラザ」は、1925年（大正14年）に5丁目で起きた火災の焼け跡に映画館を誘致しようと有志が集まり、3丁目で「遊楽館」（松竹遊楽館）を経営していた九島興行に話を持ち掛けて開館した「三友館」が前身であり、2011年（平成23年）に東宝系列映画館としての役割を終えた。その後貸しホールや多目的ホールを経て、2020年7月22日からディノスシネマの映画館「サツゲキ」が入居しているほか、1階には11の専門料理店から成る「HUGイート／狸小路横丁」がある。また、5丁目には「本陣狸大明神社」（通称・狸神社）、外国人専用の観光案内所「北海道ツーリストインフォメーションセンター札幌狸小路」がある。誘致によって1978年（昭和53年）にオープンした「日本中央競馬会札幌場外勝馬投票券発売所」（現在のウインズ札幌B館）は、近接している「ウインズ札幌A館」のリニューアル工事竣工後に閉鎖した。
（北側）
- 9ROUND札幌狸小路5丁目店（ボクシングフィットネス）
- HUGイート/狸小路横丁（飲食店街）
- Middle Range（バー）
- SAPPORO餃子製造所狸小路店
- SPINNS VINTAGE札幌店（衣料品）
- おみやげの店しらかば
- 光栄堂楽器
- コクミンドラッグ狸小路5丁目店
- サツゲキ（映画館）
- サツドラ狸小路大王ビル店
- ダイコクドラッグ狸小路5丁目店
- 札幌プラザ2・5
- ツルハドラッグ狸小路5丁目店
- 仲町ガバチョ鉄板串焼店
- 抹茶カフェRIQ

（南側）
- Canuele de crème（スイーツ店）
- SUNTORY BAR AVANTI 5
- SUNTORY BAR STYLISH D
- からくさホテル札幌
- カプセルトイショップ#C-pla狸小路5丁目店
- 餃子の王将狸小路5丁目店
- さかなや七福神商店狸小路本店（居酒屋）
- サツドラ狸小路5丁目店
- 三条美松ビル
- ホテル&ホステル札幌
- ホテルビスタ札幌［大通］
- 焼肉徳寿しんら亭
- 四文屋狸小路店（串揚げ店）
- ラーメン吉山商店街
- 和食バル 和およばれ

### 狸小路6丁目
ほかの丁目と比べて商店街の発展が遅く、大正末期においても約30戸の家並のうち商店は3分の1にも満たない状態であった。1927年（昭和2年）に「狸小路市場」が開業している。1960年（昭和35年）に博品舘ニューグランドを取り壊して北海道住宅供給公社第1号となる「グランドビル」（その後、南3条グランドビルに建替え）を建設した。1967年（昭和42年）には狸小路初となる民芸店「北海道民芸センター丸和」（現在のハンズマン丸和）がオープンし、1971年（昭和46年）に「さっぽろ地下街」が完成すると、6丁目は観光街を形成していった。かつてはロシア料理の店「コーシカ」があった。
（北側）
- BEAR FOOT BAR
- Kitaya（おみやげ店）
- 居酒屋瑠玖&魚平
- 石狩の湯 ドーミーインPREMIUM札幌
- 酒と銀シャリ せいす（居酒屋）
- 札幌新倉屋本店（和菓子）
- ニュー花園（中華料理）
- バル エスパーニャカルネ
- ファミリーマート札幌狸小路6丁目店
- ベトナム屋台 アジア飯suEzouパンチョス
- ホテルアベスト札幌
- らあめん新狸小路店
- ラーメン喜来登
- リカープラザ鈴木
- 和酒と活鮮 とうりん（居酒屋）

（南側）
- Bar Chou Chou
- betty+MISS JAMAICA（居酒屋）
- Malavoi（飲食店）
- アガタ薬局
- おいしいビールのお店 MANDA（居酒屋）
- 沖縄ツーリスト（旅行代理店）
- おでんと肴 ちくわ（居酒屋）
- おみやげ にれ
- グラスクリエイト（オーダーメイド彫刻）
- コスプレ酒場 アニランド
- シアターキノ
- じんぎすかん専門 昭和ジンギスカン
- 鮨処 西鶴狸小路店
- セイコーマート狸小路6丁目
- スタジオダッシュ（写真館）
- 狸の湯 ドーミーイン札幌ANNEX
- 手料理 うみ野（和食）
- 田園都市開発（不動産）
- 広島風お好み焼き ひなちゃん
- フンギ堂（イタリア料理）
- 北海海鮮寿司酒場 魚しょう狸小路
- 北海道ツアーズ（旅行代理店）
- 焼肉亭 サム

### 狸小路7丁目
1丁目から7丁目までが「狸小路商店街」に加盟しており、1丁目から続くアーケードは（国道部分は除く）7丁目のみ旧アーケードのままになっている。7丁目はほかの丁目と比べて店の変動が少ないが、これは土地と家屋を所有している商店主が多いからといわれている。北海道内では珍しい専門店があり、地金を扱う「風早金銀店」や帽子メーカー「とらや製帽」、日本茶の「幸乃園 安中茶舗」がある。
（北側）
- BIG TIME（衣料品）
- Cider&Beer kalahana
- Natural Food Dining LOHAS
- 愛とへいわ（飲食店）
- アルキ&アリエ 占いタロット館
- 唄･呑･集 ルマンド（居酒屋）
- 梅澤無線電機
- 風早金銀店
- 串やき居酒屋炭おやじ
- 熟成とんかつ専門店 とんかつ恭平
- タヌキセブン 平和ビリヤード
- フレッシュエアー（中古レコード・CD専門店）
- ホテルブーゲンビリア札幌
- ヤマダモンゴル狸小路店（ジンギスカン）
- ランプライトブックスホテル札幌
- リカーズからはな

（南側）
- Hair Make Defi
- SUNTORY JIGGER BAR SAPPORO
- THAT COFFEE STAND
- thread（メンズファッション）
- WINE厨房月光（居酒屋）
- アジアン料理 KURA-KURA
- 味道 一徹（居酒屋）
- 味道 ジンギスカンアルコ
- カジュアルエステ レジーア
- ギョーザと韓国屋台 SUEZOU エチオピア
- 幸乃園安中茶舗
- 下町ウルフおさかな店（居酒屋）
- シチューとラクレットの店 cocotte
- 士別バーベキュー（ジンギスカン店）
- 士別バーベキュー ハナレ（ジンギスカン店）
- ジェラテリア イタリアーナ ラ・ジョストラ
- 中古楽器店 ティーナラマ
- 町焼肉あきつ
- やおや ダイシン オオツカ
- 焼き鳥 み月
- ラーメン サッポロ赤星

### 狸小路8丁目 - 10丁目
8丁目はかつて「狸小路商店街」の組合に加盟していたが、1977年（昭和52年）に脱退している。また、当初からアーケード建設に参加していなかった。9丁目と10丁目は戦後に切り開かれた商店街であり、境目となる南北の通りの道幅がほかの丁目よりも狭い。かつての9丁目は北側に引揚者のバラックがあったほか、昭和30年前後には「小ススキノ」といわれるほどの歓楽街を形成していた。また、かつての8丁目から10丁目の間には骨董品店が比較的多く店を構えていた。国道230号（石山通）交点には「札幌市中央区民センター」があり、丁字路の先には「札幌市中央区役所」や「札幌プリンスホテル」が立地している。
- ホテルレオパレス札幌
- ホテルテトラスピリット札幌

## イベント
- 初売り（1月2日）
- さっぽろ雪まつり協賛イベント（2月）
- 北海道神宮祭奉奠狸神輿渡御（6月16日）
- 狸まつり（7月から8月）
- ナイトバーゲン（7月最終土曜日）
- 狸八徳例大祭（8月第1土曜日）
- 現金つかみどり（12月）

## テーマソング
- 狸小路ばやし（1954年製作。作詞・ほしはまさくら、補詞・丘灯至夫、作曲・古関裕而）
- 狸小路の歌（1954年製作。作詞・浜真弓、補詞・丘灯至夫、作曲・古関裕而）
- 狸小路の唄（1962年製作。作詞・野坂昭如、作曲・いずみたく、歌・朝丘雪路、コーラス・ボニージャックス）
- 狸小路はポンポコシャンゼリゼ（通称：ぽんぽこサンバ）（1975年製作[注 12]。作詞・伊藤アキラ、作曲・小林亜星、 歌・トップギャラン）

## アクセス・駐車場
創成川（創成川公園の「狸二条広場」）を挟んで二条市場がある。
- 札幌市電「狸小路停留場」下車
- 札幌市営地下鉄
  - すすきの駅から3丁目・4丁目まで徒歩約3分
  - 豊水すすきの駅から1丁目・2丁目まで徒歩約3分
  - 大通駅から3丁目・4丁目まで徒歩約4分
- 駐車場：指定駐車場（約30ヶ所）あり